# Lycée Pierre-Termier
Le lycée Pierre Termier de Grenoble est un lycée privé général et technologique français. Il est situé au 5, rue Joseph Fourier à Grenoble. Le nom du lycée a été donné en référence au géologue français Pierre Termier.

## Histoire

### Les Ursulines à Grenoble
Les Ursulines s’établirent à Grenoble en 1606. Elles occupaient le vieux couvent Sainte-Ursule situé entre l’actuelle rue Sainte-Ursule à l’ouest, l’extrémité de la rue Très Cloître vers la porte Très Cloître au sud, l’Oratoire au nord et le rempart à l’est.
Leur établissement devint prospère et en 1698, elles étaient 33 religieuses et avaient beaucoup de jeunes filles pensionnaires.
Chassées à la Révolution, les Ursulines revinrent s’établir en mai 1805, ouvrant une maison d’éducation pour jeunes filles rue Hauquelin, dans le bâtiment qui est devenu le musée Stendhal.
Après de nombreuses démarches, elles purent s’établir le 1er décembre 1851 à Sainte-Marie d’en Haut, dans le monastère de l’ancienne Visitation.
Elles y restèrent jusqu’à la loi de 1905 (séparation de l’Église et de l’État) et le 25 octobre de cette année, elles partirent pour l’étranger.
Elles revinrent à Grenoble, le 14 septembre 1920, et s’installèrent d’abord 1, rue Condillac et puis le 21 avril 1928 à Bois-Rolland, actuelle rue Fourier.

### Le lycée privé Pierre-Termier
Historiquement, l'établissement se nommait « Institution Bois-Rolland » qui sera renommé en « lycée Pierre-Termier » en 1972 et prépare aux baccalauréats L, ES et S.

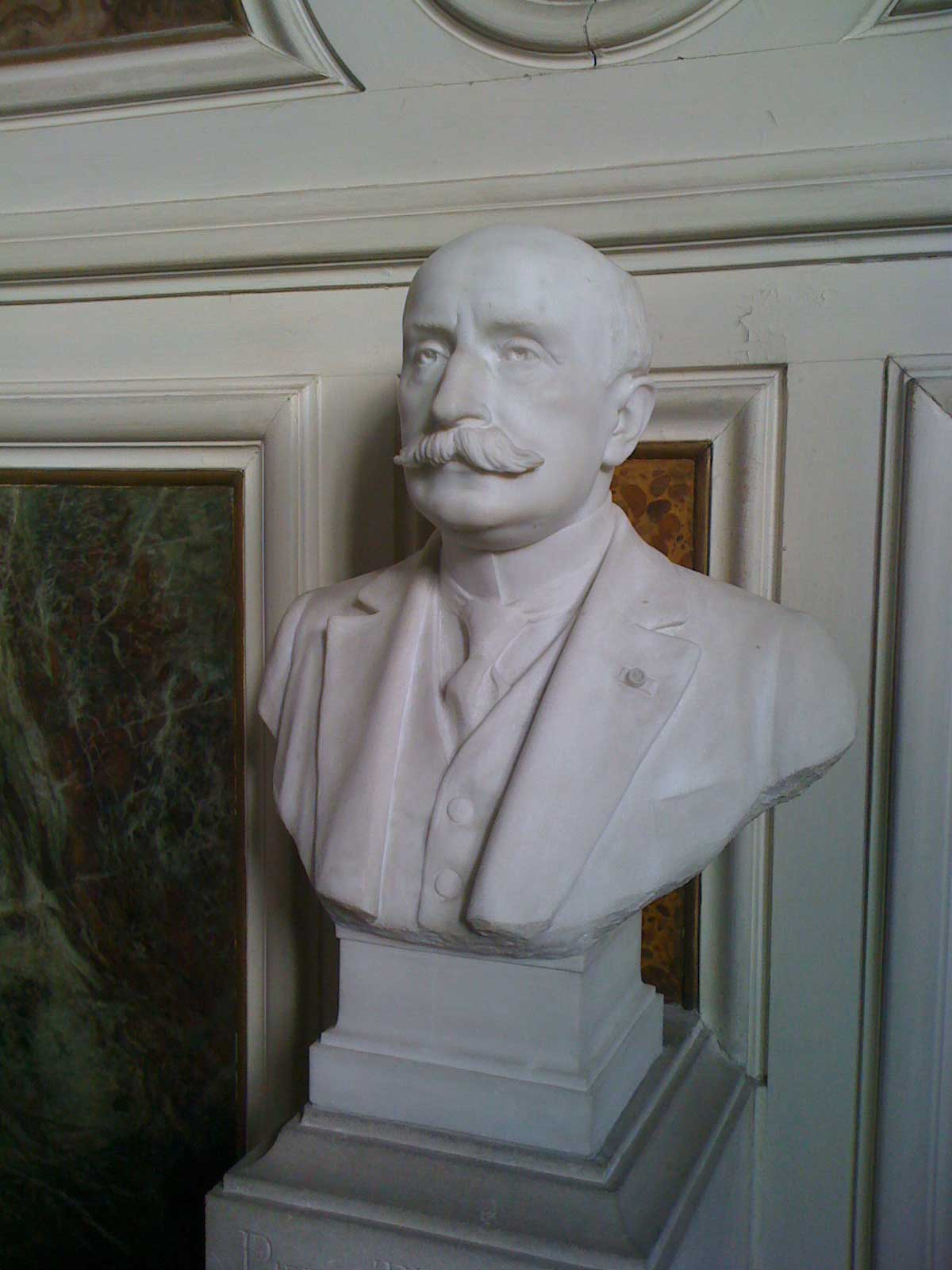
Buste du géologue Pierre Termier.

En 1995, l'établissement ouvre une série Technologique Industrielle STI – Génie Mécanique option Productique puis en 1999 une série scientifique S – Sciences de l’Ingénieur.
En 2004 est ouvert un BTS Systèmes électroniques puis en 2006, deux séries technologiques industrielles STI- génie électronique et génie électrotechnique.
À partir de 2007, le lycée commence l'enseignement du chinois, en 2009 est ouverte une Section Européenne.
En 2011, série technologique STI2D (Sciences et Technologies de l’Industrie et du Développement Durable) est ouverte dans l'établissement, suivi l'année suivante par l'ouverture d'BTS Assistance Technique d’Ingénieur.
En complément de la section européenne, le lycée ouvre en 2013 une section anglophone.
En 2017, un incendie s'est déclaré dans les cuisines du lycée ce qui a nécessité l'évacuation de 500 élèves et l'intervention des pompiers qui ont pris en charge trois personnes qui ont été légèrement intoxiquées et conduite au CHU de Grenoble,.
Le 12 mars 2021, une rixe entre un élève du lycée et adolescent de 15 ans armé d'un couteau éclate, mais après une courte bagarre, la police met un terme à la situation.
En juin 2024, d'importants travaux de structuration sont initiés afin d'avoir un plan de rénovation des lieux, notamment pour son pôle administratif, et des lieux pour les adultes de l'établissement.
Le lycée Pierre Termier est également reconnu pour avoir mis en place des projets pédagogiques innovants, avec le Projet Classe Heureuse. Le projet classe Alpes permets de développer une culture à la transition écologique et en lien avec le patrimoine environnemental à proximité de Grenoble.